# 209 (число)
209 (двести девять) — натуральное число между 208 и 210.
- Разложение на множители: 11×19
- Римская запись: CCIX
- Двоичное: 11010001
- Восьмеричное: 321
- Шестнадцатеричное: В1
  - Количество делителей: 4
  - Все делители числа 209: 1, 11, 19, 209
  - Сумма всех делителей: 240.[1]
  - Научное обозначение: 2,09 × 102.[2]
  - Количество простых делителей: 2
  - Сумма простых делителей: 30[2]
  - 209-квадратный: 43681
  - Квадратный корень: 14.456832294801...[3]
- 209 день в году — 28 июля (в високосный год 27 июля)

## В математике
- Это нечетное число.
- Это составное число.[4]
- Это произведение двух простых чисел 11×19.[5]
- Высокототиентное число[источник не указан 289 дней]
- 209 — самопорождённые числа.
- 209 — число харшад.
- В сеточном графе 2 × 5 имеется 209 остовных деревьев, 209 частичных перестановок четырех элементов и 209 различных неориентированных простых графов с 7 или меньшим количеством непомеченных вершин.
- 209 — наименьшее число, которое представлено шестью числами в виде суммы трёх положительных квадратов. Эти представления следующие:

209 = 12 + 82 + 122 = 22 + 32 + 142 = 22 + 62 + 132 = 32 + 102 + 102 = 42 + 72 + 122 = 82 + 82 + 92.
Согласно теореме Лежандра о трёх квадратах, все числа, соответствующие 1, 2, 3, 5 или 6 по модулю 8, имеют представление в виде суммы трёх квадратов, но эта теорема не объясняет большое количество таких представлений для 209.
- 209 = 2 × 3 × 5 × 7 − 1, что на единицу меньше произведения первых четырех простых чисел. Следовательно, 209 — это число Евклида второго рода, называемое также числом Куммера. Одно стандартное доказательство теоремы Евклида о том, что существует бесконечно много простых чисел, использует числа Куммера, отмечая, что простые факторы любого числа Куммера должны отличаться от простых чисел в его формуле произведения как числа Куммера. Однако не все числа Куммера являются простыми, и как полупростое число (произведение двух меньших простых чисел 11 × 19) 209 является первым примером составного числа Куммера.[6]